# 142275 Simonyi
A 142275 Simonyi (2002 RQ117) a Naprendszer kisbolygóövében található aszteroida. Sárneczky Krisztián fedezte fel 2002. szeptember 8-án.
Az előző kisbolygóval egy éjszakán sikerült felfedezni ezt a 3-4 km átmérőjű, 4,11 éves keringési idejű égitestet. Az ekkor 19,5 magnitúdós kisbolygót három hónapig sikerült követni, így 2003 decemberében és 2005 áprilisában ismét észlelték a Mátrából, és azóta is folyamatosan követik. A 21 fokos pályahajlású kisbolygó 2006-ban kapta sorszámát, neve pedig Simonyi Károly (1916–2001) professzornak, a Műegyetem legendás hírű tanárának, a Fizika kultúrtörténete című fizikatörténeti alapmű szerzőjének állít emléket, aki pályája során mindig kiállt a természettudományos és humán kultúra egysége mellett.